# Tom Van Landuyt
Tom Van Landuyt (Leuven, 7 mei 1967) is een Belgisch acteur en muzikant.

## Carrière
Van Landuyt volgde een toneelopleiding aan Studio Herman Teirlinck te Antwerpen (Hoger Instituut voor Dramatische Kunst), waar hij in 1992 met onderscheiding afstudeerde. Hij had een vaste rol in de Belgische tv-reeksen De Kotmadam, Zone Stad, Windkracht 10, Crème de la Crème, Team Spirit, stond in Witse, Aspe, Vermist, Heterdaad, Sedes & Belli en speelde hoofdrollen in meerdere langspeelfilms. Bij de Koninklijke Vlaamse Schouwburg (KVS, Brussel), Koninklijke Nederlandse Schouwburg (KNS, Antwerpen), het Koninklijk Jeugtheater (KJT, Antwerpen), het Nederlands Toneel Gent (NTGent) en De Paardenkathedraal in Utrecht speelde hij hoofdrollen in onder andere A Clockwork Orange, Midzomernachtsdroom, Gelukkige Verjaardag Lieve Jelena, Macbeth, Peter Pan, Rent, Driekoningenavond, Sacco & Vanzetti, Kuifje, Spring Awakening, Le Bal en Peter en de Wolf. Hij werkte met o.a. de theaterregisseurs Ivo van Hove, Stijn Coninx en Dirk Tanghe. In 2013 stond hij op de Zomer van Antwerpen in de voorstelling Hannibal van 't Arsenaal. Hij is freelance acteur bij TG Broder en sinds 2019 bij de KVS in Brussel.
Van Landuyt werkte met verschillende Nederlandse regisseurs voor de films Mama, LelleBelle, Nadine en de televisiereeksen De Troon en Flikken Maastricht.
Van Landuyt schreef liedteksten en theaterteksten in het Nederlands en in het Engels. Tijdens zijn theaterstudies in de jaren 90 was hij een van de zangers van de LSP Band. Hij toerde met zijn muziekgroep Precious Limits, een elfkoppige coverband met de jazzmuzikanten Ben Sluijs, Jan Muës en Tom Van Dijck, de Mauritiaanse trompettist Philippe Thomas als blazersectie en de zangers Pascale Michiels en Ivan Pecnik. Als muzikant en componist werkte hij mee aan verschillende soundtracks voor langspeelfilms, televisieproducties en muziektheater, Ad fundum, de films Team Spirit en Team Spirit 2, de tv-serie Team Spirit en Junior Eurosong. Voor de soundtrack van de langspeelfilm Ad fundum nam hij met producer Wouter Van Belle en de Britse zangeres Sam Brown het duet Standing in my light op. Voor de voorstelling Kinderspel werkte hij nauw samen met muzikant-producer Bert Gielen en schreef hij zowel de liedjesteksten als de theatertekst. In 1995 nam hij de Engelstalige soloplaat Pig Party op. Hij produceerde de plaat met Jo Francken en Daniel Romeo, met de hulp van namen uit de jazz- en popscene: Éric Legnini, Michel Hatzigeorgiou, Thierry Gutmann, Paolo Ragatzu, Nono Garcia, Daniel Lenoir, Bert Gielen, Frank Deruytter, Wigbert Van Lierde en Tine Reymer. In 2009 verscheen het alternatieve Nederlandstalige album Man zo nu en dan. Hiervoor produceerde en regisseerde hij de videoclips Blanke Maagd en Vrijheid. Hij nam dit album op met Paul Van Bruystegem en Mario Goossens van de Belgische rockband Triggerfinger en gitarist Tommy Vlaeminck. Samen met drummer Tim Deblauwe en bassist Simon Casier, bassist van de groep Balthazar, vormden ze de rockgroep Woest, waarmee ze op verschillende festivalpodia stonden. In 2014 toerde Van Landuyt met het theaterconcert Amigos van 't Arsenaal, waarmee hij in 2013 op Wintervuur en in 2014 op het Sfinksfestival stond.
Samen met zijn echtgenote, de Nederlandse actrice Angela Schijf, richtte hij in 2013 het theatercollectief NAAST DE BUREN op. Met auteur, regisseur, acteur Michael De Cock schreef hij de theatertekst Kreutzersonate, als het verlangen maar stopt, een coproductie van NAAST DE BUREN en 't Arsenaal voor het theaterseizoen 2015. Deze theatertekst is gebaseerd op het meesterwerk De Kreutzersonate, een novelle in de vorm van een raamvertelling door Lev Tolstoj. De voorstelling werd opgevoerd door Schijf en Van Landuyt, samen met de muzikanten Jolente De Maeyer en Nikolaas Kende die beiden om persoonlijke redenen bij latere uitvoeringen vervangen werden. De live-muziek van Ludwig van Beethoven werd sindsdien vertolkt door de violiste Myrthe Helder en de pianist Nicolas van Poucke. Hij is freelance acteur bij de KVS Brussel en TG Broder.

## Persoonlijk
In 2002 trouwde Van Landuyt met de Nederlandse actrice Angela Schijf. Samen hebben ze drie dochters.

## Acteerwerk

### Hoofd- en terugkerende rollen
- Crème de la Crème (2013) - Elvis Knaepen
- LelleBelle (2010)
- Flikken Maastricht (2007-2008) - Guy Danneels
- Zone Stad (2003-2007, 2011) - Ronny Nijs aka Ruige Ronny
- Team Spirit II (2005) - Erik
- Rupel - 2004
- Sedes & Belli (2002-2003) - Dirk Feyen
- Team Spirit 2 (2003) - Erik
- Team Spirit (2003) - Erik
- Kuifje: De Zonnetempel (2001) - Kuifje
- Rent (2000-2001) - Mark Cohen
- Team Spirit (2000) - Erik
- A White Lie (1999)
- Peter Pan (1998)
- Windkracht 10 (1997) - Jef De Laet
- She Good Fighter (1995) - Dennis Davids
- Ad Fundum (1993) - Tom Smits
- De Kotmadam (1991-1993) - Billie
- Boys (1991) - Boy in dancing
- De wet van Wyns (1991) - zoon van Jean

### Gastrollen
- Human Factors (regie Ronny Trocker, 2021)
- Alles is zoals het zou moeten zijn (Live as it should be, 2020) - Bart
- Tytgat Chocolat (2017)
- De Ridder (2015) - Karel Decoster
- Lang Leve... (2014, afl. Erik Van Looy)
- Vermist IV (2012) - Thomas Malfliet
- Witse (2011) - Joris Selleslags
- De Troon (2010)
- Wittekerke (2007) - Michiel Demeyer
- Mega Mindy (2009) - Sam Meerlap (afl. Smerige Smurrie)
- Aspe (2006) - Andreas Duthoo
- De Wet volgens Milo - Philip in slotaflevering 13, 2005
- Het Geslacht De Pauw (2004)
- Engeltjes (2000)
- Alle Maten (1999)
- Heterdaad (1996) - Frank Mattijsen
- Niet voor Publicatie (1994, afl. Oog om Oog)

### Theater - hoofdrollen
- RISA (KVS Brussel, 2024)
- Seaking (TG Broder, 2023)
- Wij de Verdronkenen (Walpurgis, Theater aan Zee (TAZ) 2021)
- Drarrie in de nacht, Jr.cE.sA.r (Junior Mthombeni, Cesar Janssens, Fikry El Azzouzi / KVS 2019)
- Kreutzersonate, Als het verlangen maar stopt (NAAST DE BUREN / 't Arsenaal, Mechelen, 2016, 2015)
- Amigos ('t Arsenaal, Mechelen, 2014)
- Hannibal ('t Arsenaal, Mechelen, 2013 )
- Midzomernachtsdroom (Lysander, De Paardenkathedraal Utrecht, 2007)
- Kuifje (Tabas & Co, 2001)
- Rent (Joop van de Ende Theaterproducties, 2000)
- Fun (Nederlands Toneel Gent - NTG, 2000)
- Peter Pan (NTG, 1999)
- Macbeth (Lennox, NTG,1999)
- A Clockwork Orange (Alex, NTG, 1998)
- Le Bal (NTG, 1998)
- Voorjaarsontwaken (Spring Awakening, NTG, 1998)
- Midzomernachtsdroom (Demetrius, NTG, 1997)
- Gelukkige Verjaardag Jelena! (Koninklijk Jeugd Theater, 1997)
- Sacco & Vanzetti (Sacco, KBvV, 1996)
- Driekoningenavond (Koninklijke Nederlandse Schouwburg, 1995)

### Nasynchronisatie
- Alvin and the chipmunks 2 (20th Century Fox, 2009)
- Beverly Hills Chihuahua 1 (Disney, 2009)
- Beverly Hills Chihuahua 2 (Disney, 2010)
- Beverly Hills Chihuahua 3, Viva la Fiesta (Disney, 2012)
- Belle et Sébastian  (Nicolas Vanier, 2013)
- Tad, the lost explorer, op zoek naar de verloren stad (2012)
- Cats en dogs: de wraak van Kitty Galore (Warner Bros, 2010)
- Moeders Mooiste (2010)
- Planet 51 (2010)
- De Sprookjesverteller (2009)
- The Prince of Egypt, De Prins van Egypte (DreamWorks - Spielberg, 1998)
- Brother Bear (Walt Disney Studios, 2003)
- Bratz (2006)
- Cars (Disney Pixar, 2006)
- Pitt & Kantrop (BBC/VRT, 2005)
- The Fairytaler, verschillende personages (2003-2005)
- Sinbad, Legend of the Seven Seas (DreamWorks - Spielberg, 2003)
- Home on the range, Paniek op de prairie (Disney, 2004)
- Looney tunes, back in action (Warner Bros, 2003)
- The Road to El Dorado (DreamWorks - Spielberg, 2000)
- Powerpuff Girls (Warner Bros, 2002)
- Cats & Dogs (Warner Bros, 2002)
- Spy Kids (Disney, 2002)
- The Lion of Oz (2001)
- Barbie in De Notenkraker als stem van de Muizenkoning (Mattel, 2001)
- Lego big nana bird (2001)
- Six Flags Batman Show (2001)
- Spy Kids (2001)
- Titan after Earth (20th Century Fox, 2000)
- Dinosaur (Buena Vista - Disney, 2000)
- Scooby-Doo 2: Monsters Unleashed (2004)

## Presentator
Bij de VRT:
- Vox pop (2004, muziekprogramma)
- Quix (2001) (kwis)
- Vlaanderen Vakantieland (1997, reportage ‘Peter wandelt beter’)

Als radiopresentator en programmamaker, bij BRTN/VRT:
- Brieven uit de wereld (1997, met Paul De Wyngaert, uitzendingen voor Studio Brussel (reeks Via Via) vanuit Jogjakarta op Java, in Indonesië)
- Ad Fundum (1992, wekelijks studentenprogramma op Studio Brussel, met interviews, reportages, info, weetjes, sketches)

Bij VT4:
- Het Vuur van Wadi Rum (1999, wekelijks avontuurlijk spelprogramma vanuit de Wadi Rum woestijn in Jordanië)
- Kickx (1996, extreme uitdagingen, wekelijks buitensport programma)
- O.I.N.C. (1995, dagelijks nieuws- en cultuurmagazine)

## Discografie
- 2013: Amigos, Verre Vrienden
- 2009: Bevrijd me, Gek, Herboren, Hier, Iedereen verliefd, Meisjemeisje, Minimens, Nu, Vrij, Vrijheid, Wandelende mens
- 2008: Blanke Maagd
- 2003: Ik laat je niet alleen
- 2003: I won't let you go
- 2001: Kuifje
- 2000: Rent
- 1999: Help Kosovo
- 1998: Hope Band
- 1998: Sometimes love just ain't enough
- 1997: Together (Windkracht 10)
- 1995: Pig Party (13 tracks)
- 1994: Alles Leeft (Johan Verminnen)
- 1993: Motion Picture Soundtrack Ad Fundum, Come Home, Fly Away, Pig Party, Standing in my light (feat. Sam Brown)